# Станіслава Висоцька
Станісла́ва Марі́я Дзенґелевська, у шлюбах Висо́цька, Станіславська; пол. Wysocka Stanisława; Dzięgelewska; нар. 7 травня 1877, Варшава — пом. 17 січня 1941, Варшава) — польська акторка театру та кіно, театральна режисерка і педагогиня. Організаторка та керівниця низки театрів. 

## Життєпис
Станіслава Марія Дзенґелевська народилась 7 травня 1877 року у Варшаві в родині літографа Юліана Дзенґелевського та його дружини Регіни Елеонори, до шлюбу Болдиковської.
Навчалась в державній гімназії та 1893—1894 років у класі дикції й декламації при Варшавському музичному товаристві, де її вчителями були Юзеф Котарбінський та Вінцентій Рапацький.
Дебютувала восени 1894 року в гастрольній групі в Сельдцях. Працювала в польській мандрівній трупі, яка гастролювала у Санкт-Петербурзі, Ризі, Москві.
До 1896 року виступала під псевдонімом Вільська.
1896 року одружилася з актором Казімежем Висоцьким. У 1898 році дебютувала у варшавському театрі, згодом виступала в садових театрах.
1900—1901 грала в польському театрі в Познані, а 1901—1911 — в муніципальному театрі в Кракові. В Кракові вона здобула репутацію однієї з найкращих акторок. Виступала також у польському театрі Львова.
Розлучившись з Казімежем Висоцьким, 1911 року пошлюбила лікаря Гжегожа Станіславського, брата художника Яна Станіславського, сина письменника, юриста і таємного радника Антонія-Роберта Станіславського, і переїхала до чоловіка в Київ.

### Київський період
1911—1919 мешкала і працювала у Києві. Її донька Яніна, в майбутньому відома клавесиністка, в цей час навчалась в Київській консерваторії.
1911—1919 — акторка Польського театру під керівництвом Франтишека Рихловського (з перервами).
Постійно мешкаючи в Києві, їздила на вистави в Краків, Варшаву, Лодзь (1912—1913, як режисерка-постановниця «Макбета»), Загреб (1913, 1914) та Львів.
Станіслава була палкою прихильницею системи К. С. Станіславського, неодноразово зустрічалась з ним і вела переписку. Він також високо цінив її внесок у розвиток своєї системи стосовно польського театру.
1915—1917 — була організаторкою і керівницею експериментального театру «Студія», де впроваджувала принципи К. С. Станіславського.
1919 — організувала і керувала Польським молодим театром.
Водночас викладала в театрі «Студія», Театральній академії (1919), Драматичній консерваторії.
В театрі «Студія» грав та виконував обов'язки літературного керівника Ярослав Івашкевич, згодом відомий польський письменник, а на той час — студент Університету св. Володимира. Театр працював за адресами: Хрещатик, 7 і Круглоуніверситетська, 12.
У Києві була відома як Станіслава Юліанівна Станіславська.
1914—1919 років разом з чоловіком і донькою Яніною Висоцькою проживала у Києві за адресою: вул. Столипінська, буд. 43 (нині — вул. Олеся Гончара).
Її чоловік Гжегож Станіславський, крім своєї роботи лікаря, під псевдонімом Равич розробляв костюми та декорації для театру «Студія».

### Польський період
1920 року разом з чоловіком і донькою повернулась до Варшави.
Г. А. Станіславський працював там у військовому шпиталі. 28 вересня 1921 року він помер від туберкульозу і був похований на Повонзківському цвинтарі.
Станіслава 1921 року керувала драматичним відділенням Варшавської консерваторії.
Одночасно до 1922 року грала у Варшавському театрі Розмаїтості.
Згодом виступала в різних містах Польщі.
- 1923—1925 — грає та керує в Театрі імені Юліуша Словацького в Кракові;
- 1926—1927 — очолює міський театр в Любліні;
- 1927—1930 — працює в Польському театрі в Познані;
- 1931—1932 — грає в міському театрі Вільнюса;
- 1932—1933 — працює в Театрі Стефана Ярача у Лодзі.

Повернувшись до Варшави, працює там до початку Другої світової війни.
1934 — викладає в Державному інституті театрального мистецтва, де дає уроки до кінця свого життя.
1935 року нагороджена Золотим академічним лавром Польської академії літератури.
Станіслава Марія Висоцька померла 17 січня 1941 року у Варшаві. Похована на Раковицькому цвинтарі

## Ролі в театрі
- Балладіна, Електра, Гамлет (однойменні драми Ю. Словацького, Г. фон Гофманнсталя, В. Шекспіра);
- Фру Альвінґ («Привиди» Г. Ібсена).

## Ролі в кіно[11]
- 1939 — Над Неманом[12] — Марта Корчинська[13]
- 1939 — Волоцюги — баронеса фон Дорн
- 1939 — Про що не говорять — Романова
- 1939 — Чорні діаманти — мати Навратова
- 1938 — Геєнна — Ксенобія, няня принца
- 1938 — Кордон — Цецілія Колиховська
- 1938 — Друга молодість — бабуся Єжи
- 1938 — Люди Вісли — Матияска
- 1938 — Жінки над прірвою — Кваснєвська, мати Полі
- 1938 — Вереск — бабуся
- 1938 — Дівчина шукає кохання — мати Замейська
- 1937 — Дівчата з Новолипок — Моссаківська
- 1936 — Прокажена — Герцогиня Підгорецька
- 1935 — Його світлість шофер — Графиня Боратинська-Пельзович
- 1929 — Сильна людина[14] — бабуся Білецького
- 1929 — Над снігами — Рудомська

## Вистави
- «Цвіркун на печі» за Ч. Діккенсом (1916)
- «Росмерсгольм» Г. Ібсена (1917)
- «Визволення» С. Виспянського (1918)
- «Балладіна» Ю. Словацького (1915)
- «Сестра Беатриса» М. Метерлінка
- «Привиди» Г. Ібсена
- «Сід» П. Корнеля

## Галерея

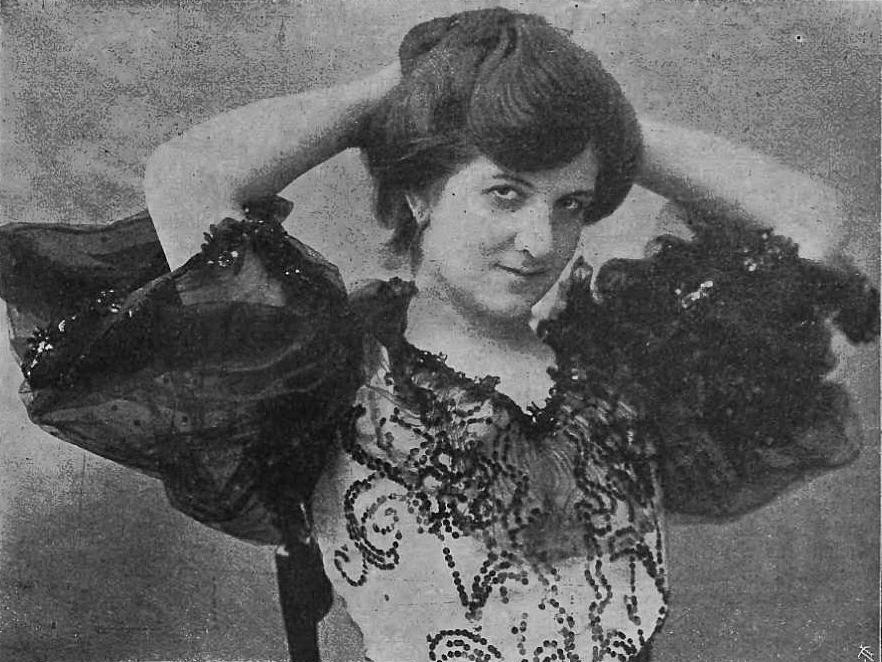
Станіслава в молоді роки (до 1905)
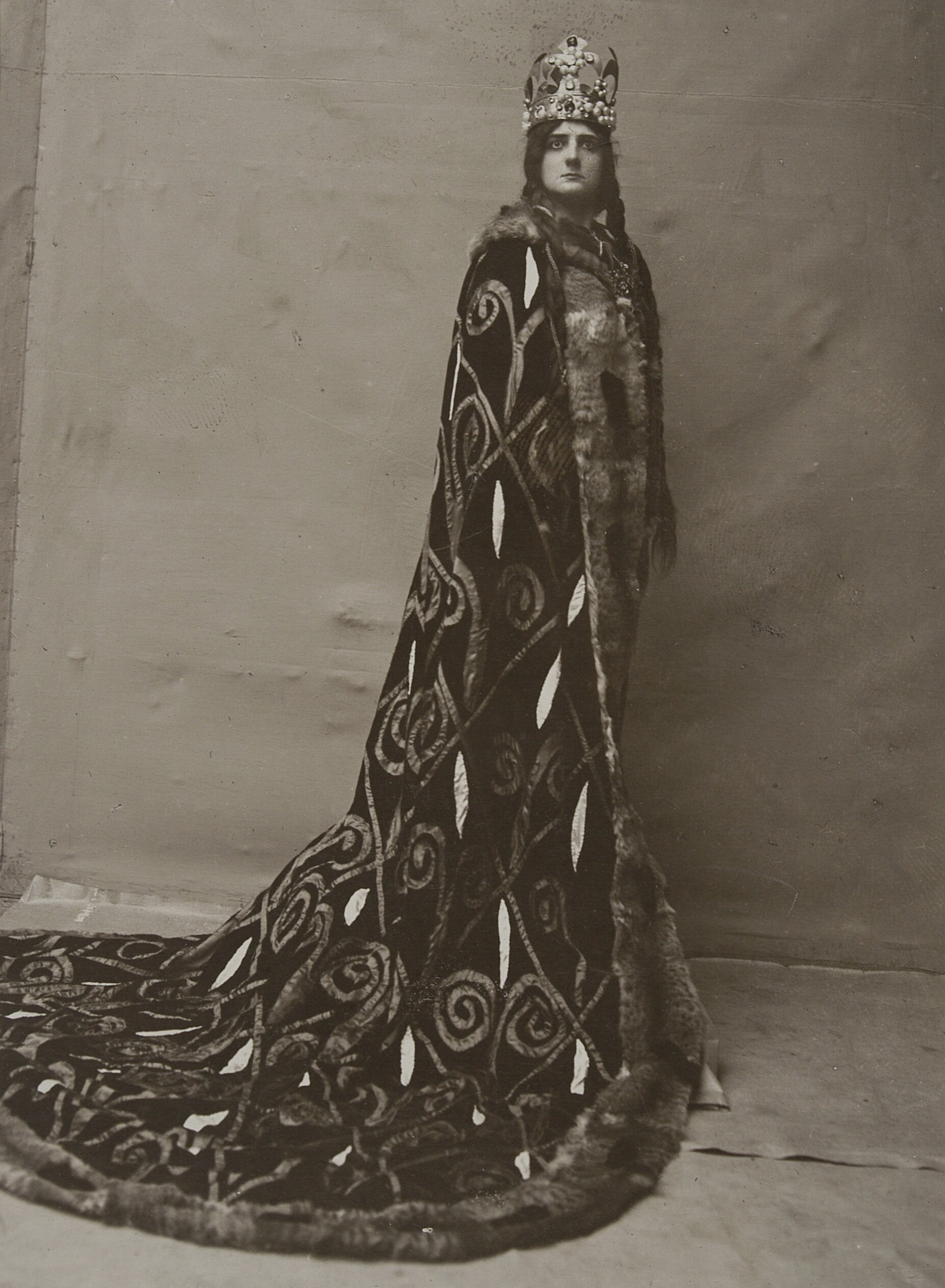
в ролі Балладіни (Польський театр у Києві, 1915)
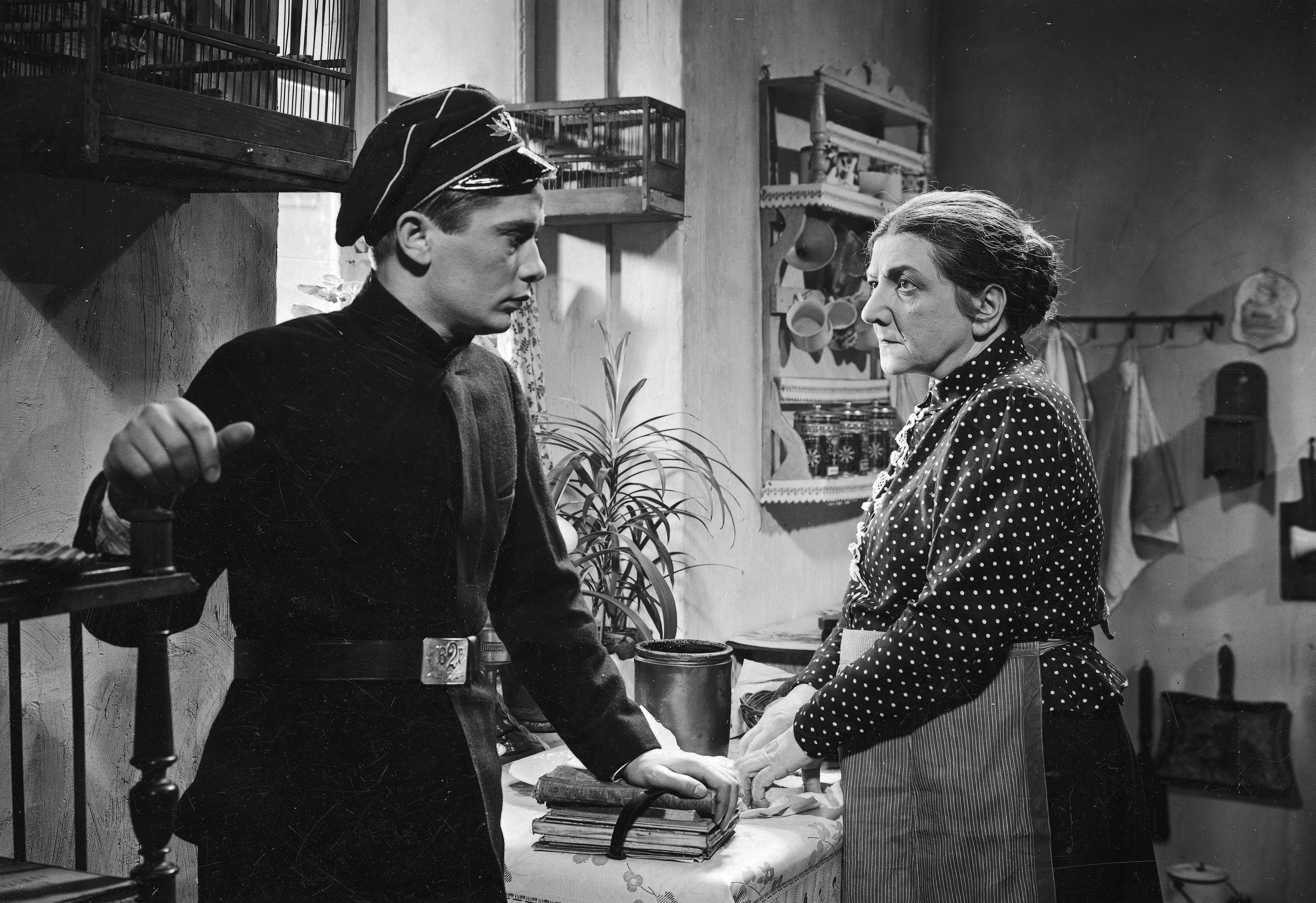
в ролі Моссаківської («Дівчата з Новолипок», 1937)
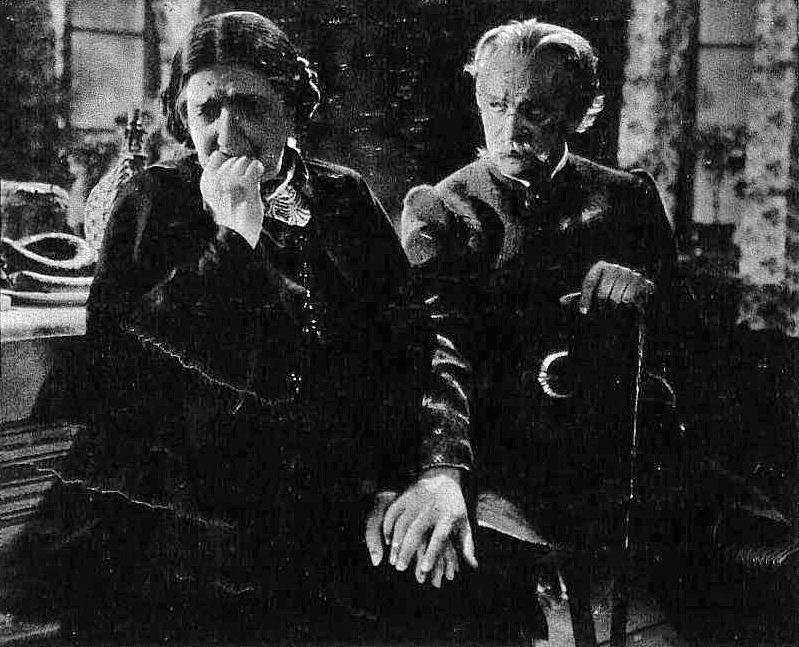
У фільмі «Над Неманом»
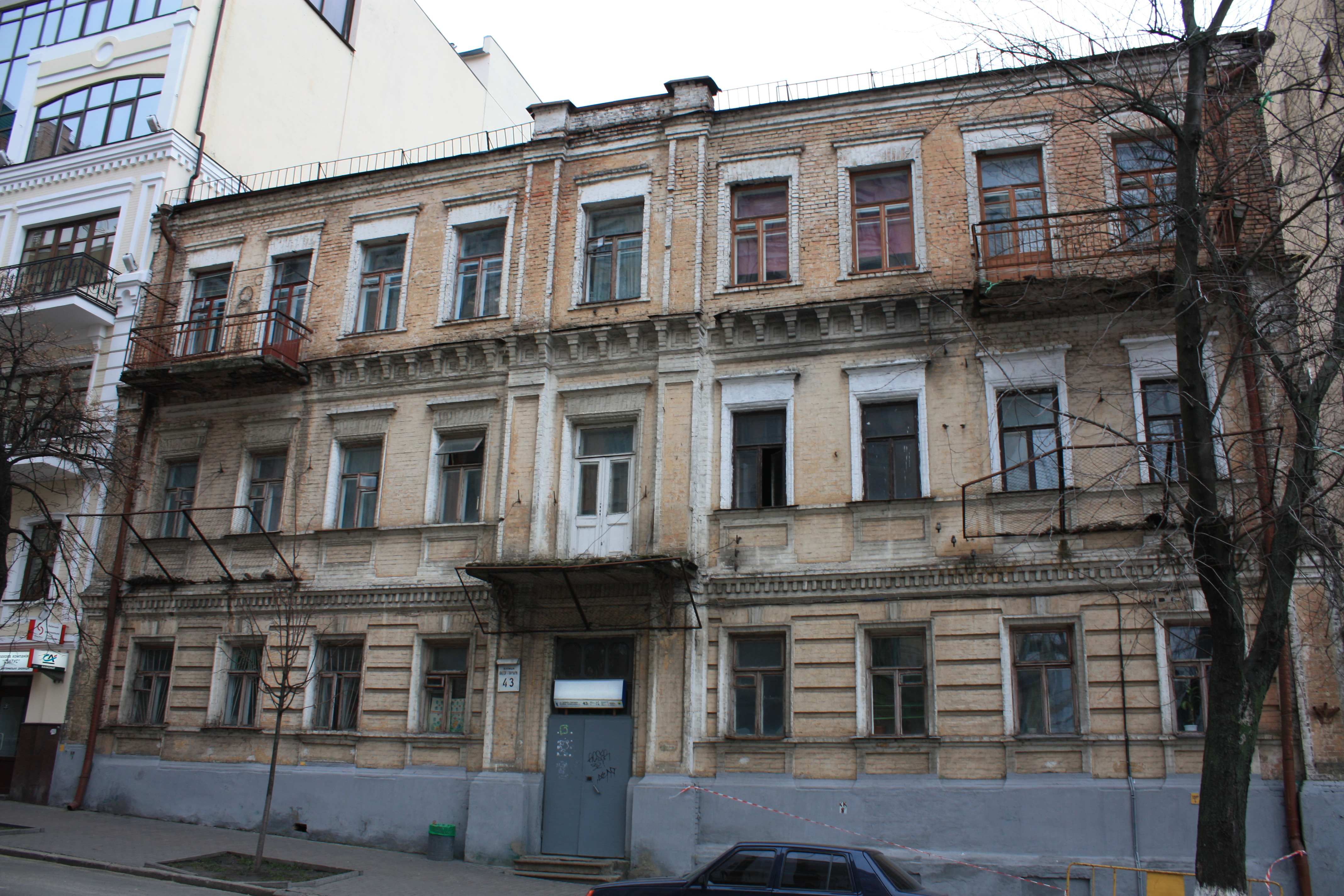
будинок у Києві на вул. Олеся Гончара, буд. 43, в якому мешкала Станіслава Висоцька